# Mana (álbum)
'Mana' es el primer álbum de estudio de la banda neerlandesa de Metal gótico, Nemesea. Su nombre significa El mágico poder dado por los dioses a las cosas.
Fue publicado en Holanda en noviembre, en el año 2004 con una pequeña discográfica holandesa, Ebony Tears, y comenzaron una gira en Holanda y Bélgica, hasta diciembre del 2005.
La banda ya se encontraba identificada dentro de la escena nórdica europea del metal gótico, y comenzaron a tratar con discográficas, un poco mayores, y terminaron firmando con la discográfica holandesa Crowdsourcing, para la futura grabación de su siguiente álbum de estudio.

## Listado de canciones
1. Nemesis
2. Threefold law
3. Empress
4. Angel in the dark
5. Mortalitas I: The taker
6. Mortalitas II: Dies irae
7. Mortalitas III: Moriendum tibi est
8. Mortalitas IV: From beneath you it devours
9. Lucifer
10. Disclosure
11. Beyond evil
12. Cry
13. Outro